# Jangdan-myeon
Jangdan-myeon (koreanska: 장단면) är en socken i kommunen Paju i provinsen Gyeonggi i den nordvästra delen av Sydkorea, 40 km norr om huvudstaden Seoul.
Den ligger helt inom inom Koreas demilitariserade zon och hade vid slutet av 2020 inga invånare. I oktober 2022 rapporteras dock 741 invånare i socknen.
Inom socknen ligger järnvägsstationen Dorasan. 